# Namyeong-dong
Namyeong-dong (koreanska: 남영동)  är en stadsdel i stadsdistriktet Yongsan-gu i Sydkoreas huvudstad Seoul.  
Seouls järnvägsstation ligger på gränsen mellan Namyeong-dong och Hoehyeon-dong.